# Chrosomus oreas
Chrosomus oreas är en fiskart som beskrevs av Cope, 1868. Chrosomus oreas ingår i släktet Chrosomus och familjen karpfiskar. Inga underarter finns listade i Catalogue of Life.